# يا حلاوة الحب (فلم)
يا حلاوة الحب هو فيلمٌ مصريٌ أُنتج عام 1952. وقصته مأخوذة عن الفيلم الفرنسي، ليلة في الفردوس عام 1933.

## قصة الفيلم
شكرية (لولا صدقي) فتاة مدللة، يسعى والدها (فؤاد شفيق) لتلبية طلباتها، ويسعى أيضاً لأن يزوجها المطرب نبيل (محمد فوزي)، لتنعم بثروة عمه (سليمان نجيب). يقيم والد شكرية حفلاً يحضره نبيل، بهدف تقريبه إلى شكرية، ثم تصل الحفل فتاة تعمل في إحدى محلات الملابس (نعيمة عاكف)، وهي تهوى الغناء والرقص. وما إن يرها نبيل وعمّه، حتى يحبّانها.

## أغاني الفيلم
أغني الفيلم من تأليف أبو السعود الإبياري، مأمون الشناوي، مصطفى السيد، فتحي قورة.

## مصدر
1. ↑  محمود قاسم، موسوعة الأفلام الروائية في مصر والعالم العربي، الجزء الثاني، الهيئة المصرية العامة للكتاب، 2006، ص 684.
2. ↑  عناوين الفيلم.

## وصلات خارجية
- مقالات تستعمل روابط فنية بلا صلة مع ويكي بيانات
- يا حلاوة الحب على الدهليز
- يا حلاوة الحب على كاروهات